# Sheraldo Becker
Sheraldo Becker, (Amesterdão, 9 de fevereiro de 1995), é um futebolista surinamês que atua como ala. Apesar de ter nascido nos Países Baixos, joga pelo Suriname. Atualmente joga pela Real Sociedad.

## Carreira

### Ajax
Becker foi descoberto durante um dia de talentos e foi recrutado para a Academia de Juniores do Ajax em 2004. Em 6 de junho de 2011, foi anunciado que Becker havia assinado seu primeiro contrato profissional com o clube até 30 de junho de 2014. 

#### PEC Zwolle (empréstimo)
Em 4 de janeiro de 2015, foi anunciado que Becker foi emprestado ao PEC Zwolle até o final da temporada.

### ADO Den Haag
Em 17 de agosto de 2016, foi confirmado que Becker jogaria pelo ADO Den Haag na temporada 2016–17. Ele assinou um contrato de três anos com o clube de Haia. Ele ficou até a temporada 2018–19.

### Union Berlin
Em junho de 2019, o clube alemão Union Berlin, recém-promovido à Bundesliga, anunciou a contratação de Becker.
Becker foi premiado como Jogador do Mês da Bundesliga em agosto de 2022, depois de marcar 4 gols e 2 assistências em 4 jogos, tornando-se o primeiro jogador do Union a conseguir isso.

## Carreira internacional

### Holanda
Becker nasceu na Holanda de pais surinameses. Becker representou a Holanda, seu país natal em vários escalões juvenis, fazendo sua estreia pela seleção holandesa de sub-16 na derrota por 1 a 0 para Portugal no 12º Tournoi Val de Marne '10 na França em 28 de outubro de 2010. Ele marcou seu primeiro gol pelo time sub-16 em 6 de fevereiro de 2011 no Torneio Internacional Juvenil em Portugal, na vitória por 4–1 contra Israel.[carece de fontes?] Em 16 de setembro de 2011, Becker fez sua estreia pela Holanda Sub-17 na vitória por 1–0 contra a Itália Sub-17 no Vier Nationen Turnier na Alemanha. Ele marcou seu primeiro gol sub-17 contra a Inglaterra Sub-18 no XXXV Torneio Int. do Algarve '12 em Portugal. Ele marcou uma vez pela seleção sub-18 em um amistoso contra a Estados Unidos Sub-18 em 11 de setembro de 2012. Em 26 de fevereiro de 2014, Becker foi convocado por Wim van Zwam para a Holanda Sub-19 para o amistoso contra a Espanha Sub-19 em 5 de março de 2014. Ele fez sua estreia no Sub-19 com uma vitória por 2 a 1, começando na ala antes de ser substituído por Wessel Dammers aos 69 minutos da partida.

### Suriname
Em 23 de novembro de 2020, foi anunciado que Becker era totalmente elegível para representar a Seleção surinamesa internacionalmente. Embora o Suriname não permita dupla cidadania, o país abriu uma exceção para emitir passaportes especiais para atletas da diáspora que queiram representar o Suriname a partir de 2019. Ele estreou com a Suriname em uma vitória por 6–0 Eliminatórias da Copa do Mundo FIFA de 2022 – CONCACAF contra a Bermuda em 4 de junho de 2021, marcando dois gols em sua estreia como titular. Algumas semanas depois, em 25 de junho, Becker foi nomeado para a seleção do Suriname para a Copa Ouro da CONCACAF de 2021.

## Estatísticas

### Clube
- Atualizado até 13 de maio de 2023

| Clube               | Temporada                  | Liga              | Liga      | Liga | Copa      | Copa | Europa    | Europa | Outros    | Outros | Total     | Total |
| Clube               | Temporada                  | Division          | Aparições | Gols | Aparições | Gols | Aparições | Gols   | Aparições | Gols   | Aparições | Gols  |
| ------------------- | -------------------------- | ----------------- | --------- | ---- | --------- | ---- | --------- | ------ | --------- | ------ | --------- | ----- |
| Jong Ajax           | 2013–14[carece de fontes?] | Eerste Divisie    | 14        | 1    | —         | —    | —         | —      | —         | —      | 14        | 1     |
| Jong Ajax           | 2014–15[carece de fontes?] | Eerste Divisie    | 16        | 4    | —         | —    | —         | —      | —         | —      | 16        | 4     |
| Jong Ajax           | Total                      | Total             | 30        | 5    | 0         | 0    | 0         | 0      | 0         | 0      | 30        | 5     |
| Zwolle (empréstimo) | 2014–15[carece de fontes?] | Eredivisie        | 9         | 1    | 2         | 0    | —         | —      | 1         | 0      | 12        | 1     |
| Zwolle (empréstimo) | 2015–16[carece de fontes?] | Eredivisie        | 23        | 4    | 1         | 0    | —         | —      | 2         | 0      | 26        | 4     |
| Zwolle (empréstimo) | Total                      | Total             | 32        | 5    | 3         | 0    | 0         | 0      | 3         | 0      | 38        | 5     |
| ADO Den Haag        | 2016–17[carece de fontes?] | Eredivisie        | 28        | 3    | 3         | 0    | —         | —      | —         | —      | 31        | 3     |
| ADO Den Haag        | 2017–18[carece de fontes?] | Eredivisie        | 27        | 2    | 0         | 0    | —         | —      | 2         | 0      | 29        | 2     |
| ADO Den Haag        | 2018–19[carece de fontes?] | Eredivisie        | 33        | 7    | 2         | 1    | —         | —      | —         | —      | 35        | 8     |
| ADO Den Haag        | Total                      | Total             | 88        | 12   | 5         | 1    | 0         | 0      | 2         | 0      | 95        | 13    |
| Union Berlin        | 2019–20                    | Bundesliga        | 13        | 0    | 1         | 0    | —         | —      | —         | —      | 14        | 0     |
| Union Berlin        | 2020–21                    | Bundesliga        | 18        | 3    | 2         | 0    | —         | —      | —         | —      | 20        | 3     |
| Union Berlin        | 2021–22                    | Bundesliga        | 28        | 4    | 4         | 2    | 8         | 0      | —         | —      | 40        | 6     |
| Union Berlin        | 2022–23                    | Bundesliga        | 32        | 11   | 4         | 0    | 10        | 1      | —         | —      | 46        | 12    |
| Union Berlin        | Total                      | Total             | 91        | 18   | 11        | 2    | 18        | 1      | 0         | 0      | 120       | 21    |
| Total na carreira   | Total na carreira          | Total na carreira | 241       | 40   | 19        | 3    | 18        | 1      | 5         | 0      | 283       | 44    |

1. 1 2 3  Aparições nos play-offs europeu da Eredivisie
2. ↑  Aparições na Liga Conferência Europa da UEFA
3. ↑  Aparições na Liga Europa da UEFA

### International
- Atualizado até 23 de março de 2023[15]

| Seleção nacional | Ano   | Jogos | Gols |
| ---------------- | ----- | ----- | ---- |
| Suriname         | 2021  | 5     | 2    |
| Suriname         | 2023  | 1     | 0    |
| Total            | Total | 6     | 2    |

- Atualizado até 4 de junho de 2021

A pontuação do Suriname é listada primeiro, a coluna de pontuação indica a pontuação após cada gol de Becker
| No. | Data               | Estádio                                              | Gols marcados | Oponente | Gols | Resultado | Competição                                             |
| --- | ------------------ | ---------------------------------------------------- | ------------- | -------- | ---- | --------- | ------------------------------------------------------ |
| 1   | 4 de junho de 2021 | Dr. Ir. Franklin Essed Stadion, Paramaribo, Suriname | 2             | Bermudas | 1–0  | 6–0       | Eliminatórias da Copa do Mundo FIFA de 2022 – CONCACAF |
| 2   | 4 de junho de 2021 | Dr. Ir. Franklin Essed Stadion, Paramaribo, Suriname | 2             | Bermudas | 3–0  | 6–0       | Eliminatórias da Copa do Mundo FIFA de 2022 – CONCACAF |